# Cantonul Le Châtelet-en-Brie
Cantonul Le Châtelet-en-Brie este un canton din arondismentul Arondismentul Melun, departamentul Seine-et-Marne, regiunea Île-de-France, Franța.

## Comune
- Blandy
- Chartrettes
- Le Châtelet-en-Brie (reședință)
- Châtillon-la-Borde
- Échouboulains
- Les Écrennes
- Féricy
- Fontaine-le-Port
- Machault
- Moisenay
- Pamfou
- Sivry-Courtry
- Valence-en-Brie